# Valentine Lenoir-Degoumois
Valentine Lenoir-Degoumois (La Chaux-de-Fonds, 13 maart 1920 – 14 januari 2000) was een Zwitserse juriste en hooglerares.

## Biografie
Valentine Lenoir-Degoumois behaalde in 1944 haar licentie in de rechten aan de Universiteit van Genève. In 1956 doctoreerde ze vervolgens aan de Universiteit van Neuchâtel. Van 1973 tot 1974 was ze onderzoekster aan de Universiteit van Genève, waar ze vervolgens tot 1984 docent publiekrecht zou zijn. Van 1976 tot 1977 was ze eveneens buitengewoon hoogleraar en vervolgens van 1978 tot 1983 gewoon hoogleraar sociologie, politieke wetenschappen, etnologie en antropologie aan de Universiteit van Lausanne.

## Onderscheidingen
- Doctor honoris causa aan de Universiteit van Bazel (1992)